# Arciera angolensis
Arciera angolensis är en fjärilsart som beskrevs av Sergius G. Kiriakoff 1979. Arciera angolensis ingår i släktet Arciera och familjen tandspinnare. Inga underarter finns listade i Catalogue of Life.